# Пустеля Стшелецького

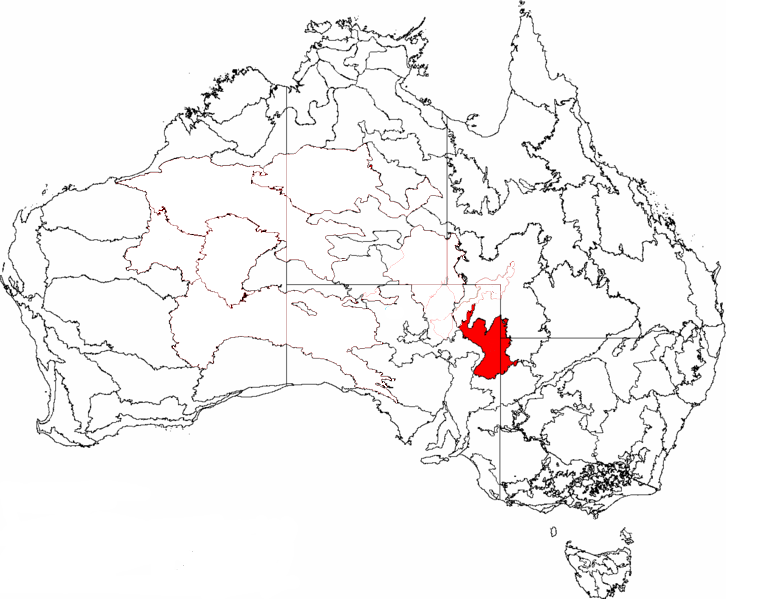
Пустеля Стшелецького на карті Австралії

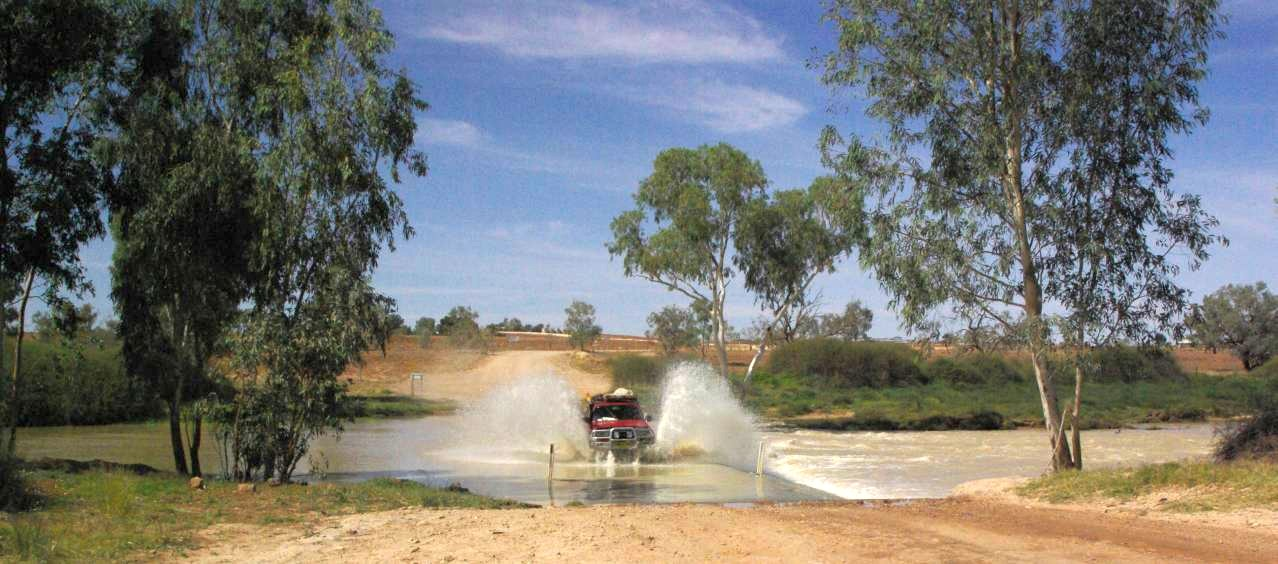
Купер-Крик біля Іннамінки

Пусте́ля Стшелецького (англ. Strzelecki Desert) — пустеля в Австралії (північ штату Південна Австралія, південний захід Квінсленду та захід Нового Південного Уельсу). Розташована на північний схід від озера Ейр та на північ від хребта Фліндерса. На північному заході переходить у пустелю Сімпсон. Площа 39 830 км². Середньорічна кількість опадів 125—150 мм. Рельєф характеризується розвиненим ландшафтом дюн. Дикі території. Гідрографія пустелі представлена пересихаючими потоками: Стшелецькі-Крик та Яндама-Крик; нижніми течіями Даямантіни (941 км) та Купер-Крику (1420 км). Даямантіна впадає до болота Лагуна Гойдера, що розташоване на півночі пустелі.
Пустеля була відкрита європейцями в 1845 році і названа на честь польського дослідника Павла Стшелецького (1797—1873). Пустелею прокладені Бердсвілльський (англ. Birdsville Track) D83 (517 км), та Стшелецький шлях (англ. Strzelecki Track) D96 (459 км).